# Nationalversammlung (Südafrika)
Die Nationalversammlung (englisch National Assembly) ist eine Kammer im parlamentarischen Zweikammersystem von Südafrika. Sie hat ihren Sitz in den Houses of Parliament in Kapstadt.
Die Nationalversammlung wird nach dem Verhältniswahlrecht gewählt, wobei jeweils die Hälfte der 400 Mitglieder über landesweite Listen und Provinzlisten in das Parlament einzieht.
Die zweite Kammer des Parlaments ist der National Council of Provinces. Von 1994 bis 1997 war dies der Senat.
Die Nationalversammlung wurde erstmals 1994 gewählt. Zuvor hatte das House of Assembly diese Funktion inne.

## Zusammensetzung
Die jüngste Wahl fand am 29. Mai 2024 statt.
| Partei | Partei     | Wahl 1994 | Wahl 1999 | Partei- übertritte 2003 | Wahl 2004 | Partei- übertritte 2005 | Partei- übertritte 2007 | Wahl 2009 | Wahl 2014 | Wahl 2019 | Wahl 2024 |
| ------ | ---------- | --------- | --------- | ----------------------- | --------- | ----------------------- | ----------------------- | --------- | --------- | --------- | --------- |
|        | ANC        | 252       | 266       | 275                     | 279       | 293                     | 297                     | 264       | 249       | 230       | 159       |
|        | DP / DA    | 7         | 38        | 46                      | 50        | 47                      | 47                      | 67        | 89        | 84        | 87        |
|        | MK         | —         | —         | —                       | —         | —                       | —                       | —         | —         | —         | 58        |
|        | EFF        | —         | —         | —                       | —         | —                       | —                       | —         | 25        | 44        | 39        |
|        | IFP        | 43        | 34        | 31                      | 28        | 23                      | 23                      | 18        | 10        | 14        | 17        |
|        | PA         | —         | —         | —                       | —         | —                       | —                       | —         | —         | —         | 9         |
|        | VF / VF+   | 9         | 3         | 3                       | 4         | 4                       | 4                       | 4         | 4         | 10        | 6         |
|        | ActionSA   | —         | —         | —                       | —         | —                       | —                       | —         | —         | —         | 6         |
|        | ACDP       | 2         | 6         | 7                       | 7         | 4                       | 4                       | 3         | 3         | 4         | 3         |
|        | UDM        | —         | 14        | 4                       | 9         | 6                       | 6                       | 4         | 4         | 2         | 3         |
|        | ATM        | —         | —         | —                       | —         | —                       | —                       | —         | —         | 2         | 2         |
|        | Good       | —         | —         | —                       | —         | —                       | —                       | —         | —         | 2         | 1         |
|        | NFP        | —         | —         | —                       | —         | —                       | —                       | —         | 6         | 2         | 0         |
|        | AIC        | —         | —         | —                       | —         | —                       | —                       | —         | 3         | 2         | 0         |
|        | COPE       | —         | —         | —                       | —         | —                       | —                       | 30        | 3         | 2         | 0         |
|        | PAC        | 5         | 3         | 2                       | 3         | 3                       | 1                       | 1         | 1         | 1         | 1         |
|        | Al Jama-ah | —         | —         | —                       | —         | —                       | —                       | 0         | 0         | 1         | 2         |
|        | NP / NNP   | 82        | 28        | 20                      | 7         | —                       | —                       | —         | —         | —         | —         |
|        | ID         | —         | —         | 1                       | 7         | 5                       | 4                       | 4         | —         | —         | —         |
|        | Sonstige   | —         | 8         | 11                      | 6         | 15                      | 14                      | 5         | 3         | 0         | 7         |

## Ämter

### Parlamentsperiode 2019–2024
Vorsitzende der Nationalversammlung (Speaker of the National Assembly) in der vergangenen Parlamentsperiode war seit 2019 die ANC-Politikerin Thandi Modise, ihre Nachfolgerin im Amt war seit dem 19. August 2021 Nosiviwe Mapisa-Nqakula, ebenfalls ANC. Oppositionsführer  seit Oktober 2019 war John Steenhuisen von der Democratic Alliance.

### Parlamentsperiode ab 2024
Die Parlamentswahlen am 29. Mai 2024 haben die Zusammensetzung der Nationalversammlung und darin die Rollenverteilung erheblich verändert. Durch die gebildete Mehrparteienkoalition unter Führung des ANC mit der Democratic Alliance (DA), der Inkatha Freedom Party (IFP) und weiteren Partnern ist die Rolle der Oppositionsführung vorrangig auf Jacob Zuma von der MK-Partei und auf Julius Malema von den Economic Freedom Fighters (EFF) als stärkste Kräfte dieser Seite übergegangen. Zum Präsidenten Südafrikas wurde erneut Cyril Ramaphosa gewählt.
Speaker of the National Assembly ist seit dem 14. Juni 2024 Thoko Didiza (ANC), die vorherige Ministerin für Landwirtschaft, Landreform und Entwicklung des ländlichen Raums (Minister of Agriculture, Land Reform and Rural Development). Sie erhielt 284 Stimmen, und ihre Gegenkandidatin Veronica Mente von den EFF kam auf 49 Stimmen. Als stellvertretender Speaker wurde Annelie Lotriet (DA) mit 273 Stimmen gewählt. Gegenkandidat war Vuyolwethu Zungula, der Vorsitzende des African Transformation Movement.

## Wahlen der Spitzenfunktionen
In der Nationalversammlung wird der Präsident von Südafrika und der Speaker sowie sein Stellvertreter gewählt (Verfassung, Schedule 3 Election procedures). Das schriftliche Dokument, auf dem ein Wahlvorschlag eingereicht wird, muss von zwei Mitgliedern der Nationalversammlung unterzeichnet sein. Die Vorschläge können zuvor auf Zuruf der Versammlung und ihrem Vorsitzenden zur Kenntnis gegeben werden. Die nominierten Personen müssen ihr Einverständnis für die Kandidatur erklären. Die jeweilige Wahl erfolgt geheim.

## Speaker in der Nationalversammlung
Die Speaker der Nationalversammlung seit 1994 waren/sind (Amtszeiten in Klammer):
- Frene Noshir Ginwala (1994–2004)
- Baleka Mbete (2004–2008)
- Gwendoline Lindiwe Mahlangu-Nkabinde (2008–2009)
- Max Sisulu (2009–2014)
- Baleka Mbete (2014–2019)
- Thandi Modise (2019–2021)
- Nosiviwe Mapisa-Nqakula (2021–2024)
- Thoko Didiza (seit 2024)

## Brandereignis im Januar 2022
Ein Großbrand am 2. Januar 2022 im Komplex der Parlamentsgebäude zerstörte den Sitzungssaal der Nationalversammlung. Es wurde Brandstiftung vermutet. Die Nationalversammlung tagte danach in der Stadthalle von Kapstadt (Cape Town City Hall). Die erste Sitzung der am 29. Mai 2024 neu gewählten Nationalversammlung fand im Cape Town International Convention Centre (CTICC) statt.